# Luigi Gerardo Napolitano
Luigi Gerardo Napolitano (Napoli, 2 giugno 1928 – Estes Park, 24 luglio 1991) è stato un ingegnere italiano.
È stato direttore dell'istituto di aerodinamica dell'Università degli Studi di Napoli "Federico II", presidente e fondatore del MARS (Microgravity Advanced Research and Support), primo presidente del CIRA (Centro Italiano Ricerche Aerospaziali) oltre che consulente per NASA e ESA.

## Biografia
Allievo del generale Umberto Nobile, si è laureato al politecnico di Napoli (oggi facoltà di Ingegneria dell'Università degli Studi di Napoli Federico II) e successivamente ha conseguito il dottorato presso il Politecnico di Brooklyn, New York sotto la guida del Prof. Antonio Ferri. È stato docente all'Università di Berkeley in California e alla Sorbona di Parigi facendo parte dell'Accademia Nazionale dei Lincei dal 1990.
In Italia ha insegnato Aerodinamica presso l'Università degli Studi di Napoli Federico II, firmando oltre duecento pubblicazioni.

## Eredità
Oggi porta il suo nome l'Istituto di Aerodinamica della Federico II, già intitolato al suo maestro Gen. Umberto Nobile. Il nome completo è Istituto dell'Aerospazio Luigi Gerardo Napolitano. Porta il suo nome anche la galleria al plasma Scirocco da 70 MW, in opera presso il CIRA. Nel 1993 viene istituito il Premio Luigi Gerardo Napolitano mentre nel 2006 nasce la Luigi Gerardo Napolitano Society che ha l'obiettivo di attualizzare e continuare a diffondere il suo pensiero.

## Curriculum dettagliato
- Lauree
  - 1951 Ingegneria Meccanica - Università di Napoli
  - 1953 Dottorato in Ingegneria Aerospaziale - Università di Roma
  - 1955 “Fulbright student Scholar” Philosophy Doctor - Università di Brooklyn, New York (USA)
- Posizioni accademiche
  - 1960 Professore di Aerodinamica alla facoltà di ingegneria, Università di Napoli
  - 1965 Professore all'Università di Berkeley (USA)
  - 1967 Professore all'Università della Sorbona (Francia)
  - 1970-74 Direttore dell'Istituto di Fluidomeccanica, CISM Udine
  - 1974 Professore alla Ecole National de Mechanique et Aerotechnique di Poitiers (Francia)
  - 1960-77 / 1983-91 Direttore dell'allora Istituto di Aerodinamica "Umberto Nobile" all'Università di Napoli
- Presidenze
  - 1966-68/72-74 IAF (International Astronautical Federation)
  - 1970-72 Vicepresidente IAF
  - 1968-70 Fluid Dynamics Panel dell'AGARD (Advisory Group for Aerospace Research and Development)
  - 1970-88 AIDAA (Associazione Italiana Di Aeronautica e Astronautica)
  - 1979-81 Segretario generale dell'ELGRA (European Low Gravity Association)
  - 1981-87 ELGRA
  - 1988-91 Fondatore MARS (Microgravity Advanced Research and Support)
  - 1990-91 Space Camp
  - 1991 Fondatore CIRA (Centro italiano ricerche aerospaziali)
- Appartenenza a associazioni e comitati
  - 1990-91 Accademia dei Lincei, Roma
  - Consigliere del Aerospace Research and Development
    - Membro del Fluid Dynamic Panel
    - Coordinatore Nazionale del Panel

  - Agenzia Spaziale Europea (ESA)
    - Vicepresidente di Scienza dei Materiali e dei Fluidi
    - Membro del Microgravity Advisory Committee (MAC)
    - Direttore dello Space-Station Users Panel (SSUP)
    - Membro dello Spacelab Program Board (SLPB)
    - Membro dell'EURECA Program Board (EURECA PB)
    - Membro del Columbus Program Board

  - Agenzia Spaziale Italiana (ASI) 
    - Membro del consiglio di amministrazione 1988-91

  - American Institute of Aeronautics and Astronautics (AIAA)
    - Membro associato
    - Membro del Technical Committee of the Space Processing 1978-91